# 中国药品通用名称
中国药品通用名称（缩写 ），是中华人民共和国卫生部药品委员会编写的中国药品命名的规范。CADN是以国际非专利药品名称为依据，结合具体情况制定的。CADN由国家药典委员会负责组织制定，并报国家食品药品监督管理局备案。

## 主要规则
- 中文名尽量与英文名对应，以音译为主，长音节可减缩，且顺口。
  - 例：Amitriptyline≡阿米替林。
- 简单化合物如苯甲酸、乙醚等可用化学名称。
- 采用相同词干（词头或词尾）来表明同类药物。

## 部分INN词干的中文译名表
| 英文名    | 中文名   | 药物类别Ⅰ    | 药物类别Ⅱ    | 药品举例                                         |
| --------- | -------- | ------------ | ------------ | ------------------------------------------------ |
| -bufen    | ～布芬   | 消炎镇痛药   | 丁酸衍生物   | 布洛芬（Ibuprofen）                              |
| -caine    | ～卡因   | 局部麻醉药   |              | 普鲁卡因（Procaine）                             |
| cef-      | 头孢～   | 抗生素       | 头孢菌素类   | 头孢氨苄（Cefalexin）、头孢拉啶（Cefradine）     |
| -cillin   | ～西林   | 抗生素       | 青霉素类     | 阿莫西林（Amoxicillin）、美洛西林（Mezlocillin） |
| -conazole | ～康唑   | 抗真菌药     | 唑类         | 咪康唑（Miconazole）、酮康唑（Ketoconazole）     |
| -dipine   | ～地平   | 钙拮抗药     | 二氢吡啶类   | 硝苯地平（Nifedipine）、氨氯地平（Amlodipine）   |
| -flurene  | ～氟烷   | 麻醉药       | 含氟吸入类   | 恩氟烷（Enflurene）                              |
| gli-      | 格列～   | 降糖药       |              | 格列苯脲（Glibenclamide）、格列吡嗪（Glipizide） |
| -oxacin   | ～沙星   | 抗菌药       | 喹诺酮类     | 氧氟沙星（Ofloxacin）、依诺沙星（Enoxacin）      |
| -oxetine  | ～西汀   | 抗抑郁药     |              | 氟西汀（Fluoxetine）、帕罗西汀（Paroxetine）     |
| -olol     | ～洛尔   | 循环系统药   | β-受体阻滞剂 | 普萘洛尔（Propranolol）、美托洛尔（Metoprolol）  |
| -pril     | ～普利   | 循环系统药   | ACEI         | 卡托普利（Captopril）、咪达普利（Imidapril）     |
| -profen   | ～洛芬   | 非甾体抗炎药 | 芳基丙酸类   | 布洛芬（Ibuprofen）、酮洛芬（Ketoprofen）        |
| -relix    | ～瑞林   | 激素         | 多肽类       | 戈那瑞林（促黄体激素释放素）（Gonadorelin）      |
| -nidazole | ～硝唑   | 抗菌药       | 硝唑类       | 甲硝唑（Metronidazole）、替硝唑（Tinidazole）    |
| -vastatin | ～伐他汀 | 调血脂药     | HMG-CoARI    | 洛伐他汀（Lovastatin）、美伐他汀（Mevastatin）   |
| -vir      | ～韦     | 抗病毒药     | 核苷酸类     | 阿昔洛韦（Acyclovir）、沙奎那韦（Saquinavir）    |

## 外部連結
- 国家药典委员会：中国药品通用名称命名原则（页面存档备份，存于）